# آشلي بول
آشلي بول (Ashleigh Ball) هي ممثلة كندية ولدت في 31 مارس 1983 في فانكوفر.

## أدوارها في الأنمي

### مسلسلات أنمي تلفزيونية
- شاكوغان نو شانا - يوكاري هيراي
- نانا - ريرا سيريزاوا
- ستارشيب أوبيريترز - سانري واكانا
- باك مان ومغامرات الأشباح - بينكي, سفيريا سوبريما
- ديث نوت - ابن أيبر
- بلاك لاغون - هانسل
- غينتاما゜ - أيامي ساروتوبي

## أدوارها في الرسوم المتحركة
- ماي ليتل بوني: فرندشيب إز ماجيك - أبلجاك، رينبو داش
- لوليروك - تاليا
- جوني تيست - ماري تيست (الصوت الثاني), سيسي بليكلي (الصوت الثاني), جانيت نيلسون الابنة
- إدجر وإلين - ستيفاني, مايلز
- ليتليست بيت شوب - بلايث باكستر، هابل، با با لو

## أدوارها في الدبلجة الإنجليزية
- ديث نوت - شيوري أكينو

## وصلات خارجية
- آشلي بول على موقع IMDb (الإنجليزية)
- آشلي بول على موقع ميوزك برينز (الإنجليزية)
- آشلي بول على موقع قاعدة بيانات الفيلم (الإنجليزية)